# Liste der Königinnen von Spanien
Spanien hatte nach dem Zusammenschluss der Länder der Krone von Kastilien und der Krone von Aragonien unter einem Herrscher nur eine Königin, die als Königin aus eigenem Recht über das Land regierte, nämlich die Königin Isabella II.
Alle weiteren auf nachstehender Liste aufgeführten Königinnen trugen diesen Titel als Ehefrau, nicht als Herrscherin eigenen Rechts (also vergleichbar den heutigen Königinnen Silvia von Schweden oder Letizia von Spanien). Sie hatten aber zum Teil erheblichen Einfluss auf die spanische Politik. Einige herrschten auch über längere Zeit als Regentinnen, etwa während der Minderjährigkeit ihrer Söhne bzw. Tochter.

## Königinnen während der Herrschaft des spanischen Zweiges des Hauses Habsburg (casa de Austria)
| Bild | Name                                        | Dynastie             | Heirat | Königin                      | Ehefrau von              |
| ---- | ------------------------------------------- | -------------------- | ------ | ---------------------------- | ------------------------ |
|      | Isabella von Portugal (1503–1539)           | Haus Avis            | 1526   | 1526–1539                    | Karl V. (1526–1539)      |
|      | Maria I. von England (1516–1558)            | Haus Tudor           | 1554   | 1556–1558                    | Philipp II. (1527–1598)  |
|      | Elisabeth von Frankreich (1545–1568)        | Haus Valois          | 1559   | 1559–1568                    | Philipp II. (1527–1598)  |
|      | Anna von Österreich (1549–1580)             | Haus Habsburg        | 1570   | 1570–1580                    | Philipp II. (1527–1598)  |
|      | Margarete von Österreich (1584–1611)        | Haus Habsburg        | 1599   | 1599–1611                    | Philipp III. (1578–1621) |
|      | Elisabeth von Frankreich (1602–1644)        | Haus Bourbon         | 1615   | 1621–1644                    | Philipp IV. (1605–1665)  |
|      | Maria Anna von Österreich (1634–1696)       | Haus Habsburg        | 1649   | 1649–1665 Regentin 1665–1675 | Philipp IV. (1605–1665)  |
|      | Marie Louise de Bourbon-Orléans (1662–1689) | Haus Bourbon-Orléans | 1679   | 1679–1689                    | Karl II. (1661–1700)     |
|      | Maria Anna von der Pfalz (1667–1740)        | Haus Wittelsbach     | 1690   | 1690–1700                    | Karl II. (1661–1700)     |

## Königinnen während der Herrschaft des spanischen Zweiges des Hauses Bourbon (casa de Borbón)
| Bild | Name                                          | Dynastie           | Heirat | Königin   | Ehefrau von               |
| ---- | --------------------------------------------- | ------------------ | ------ | --------- | ------------------------- |
|      | Maria Luisa Gabriella von Savoyen (1688–1714) | Haus Savoyen       | 1701   | 1701–1714 | Philipp V. (1683–1746)    |
|      | Elisabeth von Parma (1692–1766)               | Haus Farnese       | 1714   | 1714–1724 | Philipp V. (1683–1746)    |
|      | Louise Elisabeth von Orléans (1709–1742)      | Haus Orléans       | 1722   | 1724      | Ludwig I. (1707–1724)     |
|      | Elisabeth von Parma (1692–1766)               | Haus Farnese       | 1714   | 1724–1746 | Philipp V. (1683–1746)    |
|      | Maria Barbara de Bragança (1711–1758)         | Haus Braganza      | 1729   | 1746–1758 | Ferdinand VI. (1713–1759) |
|      | Maria Amalia von Sachsen (1724–1760)          | Haus Wettin        | 1738   | 1759–1760 | Karl III. (1716–1788)     |
|      | Maria Luise von Bourbon-Parma (1751–1819)     | Haus Bourbon-Parma | 1765   | 1788–1808 | Karl IV. (1748–1819)      |

## Königin während der Herrschaft des spanischen Zweiges des Hauses Bonaparte
| Bild | Name                    | Dynastie | Heirat | Königin   | Ehefrau von           |
| ---- | ----------------------- | -------- | ------ | --------- | --------------------- |
|      | Julie Clary (1771–1845) | ––       | 1794   | 1808–1813 | Joseph I. (1768–1844) |

## Königinnen bzw. König während der Herrschaft des spanischen Zweiges des Hauses Bourbon (casa de Borbón)
| Bild | Name                                            | Dynastie              | Heirat | Königin                      | Ehefrau von                |
| ---- | ----------------------------------------------- | --------------------- | ------ | ---------------------------- | -------------------------- |
|      | Maria Isabella von Portugal (1797–1818)         | Haus Braganza         | 1816   | 1816–1818                    | Ferdinand VII. (1784–1833) |
|      | Maria Josepha von Sachsen (1803–1829)           | Haus Wettin           | 1819   | 1819–1829                    | Ferdinand VII. (1784–1833) |
|      | Maria Christina von Neapel-Sizilien (1806–1878) | Haus Bourbon-Sizilien | 1829   | 1829–1833 Regentin 1833–1840 | Ferdinand VII. (1784–1833) |

Unter der Herrschaft Isabellas II. nahm ihr Gemahl, Francisco de Asís de Borbón, eine Stellung ein, die der Stellung von Königinnen unter männlichen Herrschern entspricht, und durfte auch den Titel „König“ führen.

## Königin während der Herrschaft des spanischen Zweiges des Hauses Savoyen (casa de Saboya)
| Bild | Name                                       | Dynastie | Heirat | Königin   | Ehefrau von |
| ---- | ------------------------------------------ | -------- | ------ | --------- | ----------- |
|      | Maria del Pozzo della Cisterna (1847–1876) | ––       | 1863   | 1871–1873 | Amadeus     |

## Königinnen während der Herrschaft des spanischen Zweiges des Hauses Bourbon (casa de Borbón)
| Bild | Name                                          | Dynastie                 | Heirat | Königin                      | Ehefrau von              |
| ---- | --------------------------------------------- | ------------------------ | ------ | ---------------------------- | ------------------------ |
|      | Maria de las Mercedes von Orléans (1860–1878) | Haus Bourbon-Orléans     | 1878   | 1878                         | Alfons XII. (1857–1885)  |
|      | Maria Christina von Österreich (1858–1929)    | Haus Habsburg-Lothringen | 1879   | 1879–1885 Regentin 1885–1902 | Alfons XII. (1857–1885)  |
|      | Victoria Eugénie von Battenberg (1887–1969)   | Haus Battenberg          | 1906   | 1906–1931                    | Alfons XIII. (1886–1941) |
|      | Sophia von Griechenland (* 1938)              | Haus Oldenburg           | 1962   | 1975–2014                    | Juan Carlos I. (* 1938)  |
|      | Letizia Ortiz Rocasolano (* 1972)             | ––                       | 2004   | 2014–                        | Felipe VI. (* 1968)      |